# Jan Mammen
Jan Mammen (Leeuwarden, 27 april 1899 – Amsterdam, 10 december 1978) was een Nederlands kunstenaar.
Hij was zoon van huis- en decoratieschilder en leraar aan een ambachtsschool Johann Mammen en Johanna Cornelia Sikkink. Hij was getrouwd met Bregitta Elisabeth Gerarda Schermer.
Hij stond bekend als glasschilder en kunstschilder. De Telegraaf meldde op 14 december 1978 naar aanleiding van zijn overlijden, dat hij een opleiding genoten heeft aan de Rijksakademie van beeldende kunsten. Hij werkte vervolgens in het atelier van Joep Nicolas. Hij was voor langere tijd kerkmeester van de Sint-Agneskerk in Amsterdam-Zuid, waarvoor hij ook een kerkraam heeft gemaakt. Volgens hetzelfde In memoriam was hij meer dan veertig jaar docent in zijn beroep, maar leverde ook verfraaiingen van kerken en openbare gebouwen. Dagblad Trouw meldde nog dat hij zich liet inspireren door Bijbelverhalen en schrijfsels van Sint Jan en Theresia van Avilla. 
Hij was ridder in de Orde van Sint-Gregorius de Grote.